# Jabbeke
Jabbeke is een plaats en gemeente in de Belgische provincie West-Vlaanderen. De gemeente telt ruim 14.000 inwoners en is gelegen aan de autosnelweg E40. De patroonheilige van Jabbeke is Sint-Blasius.

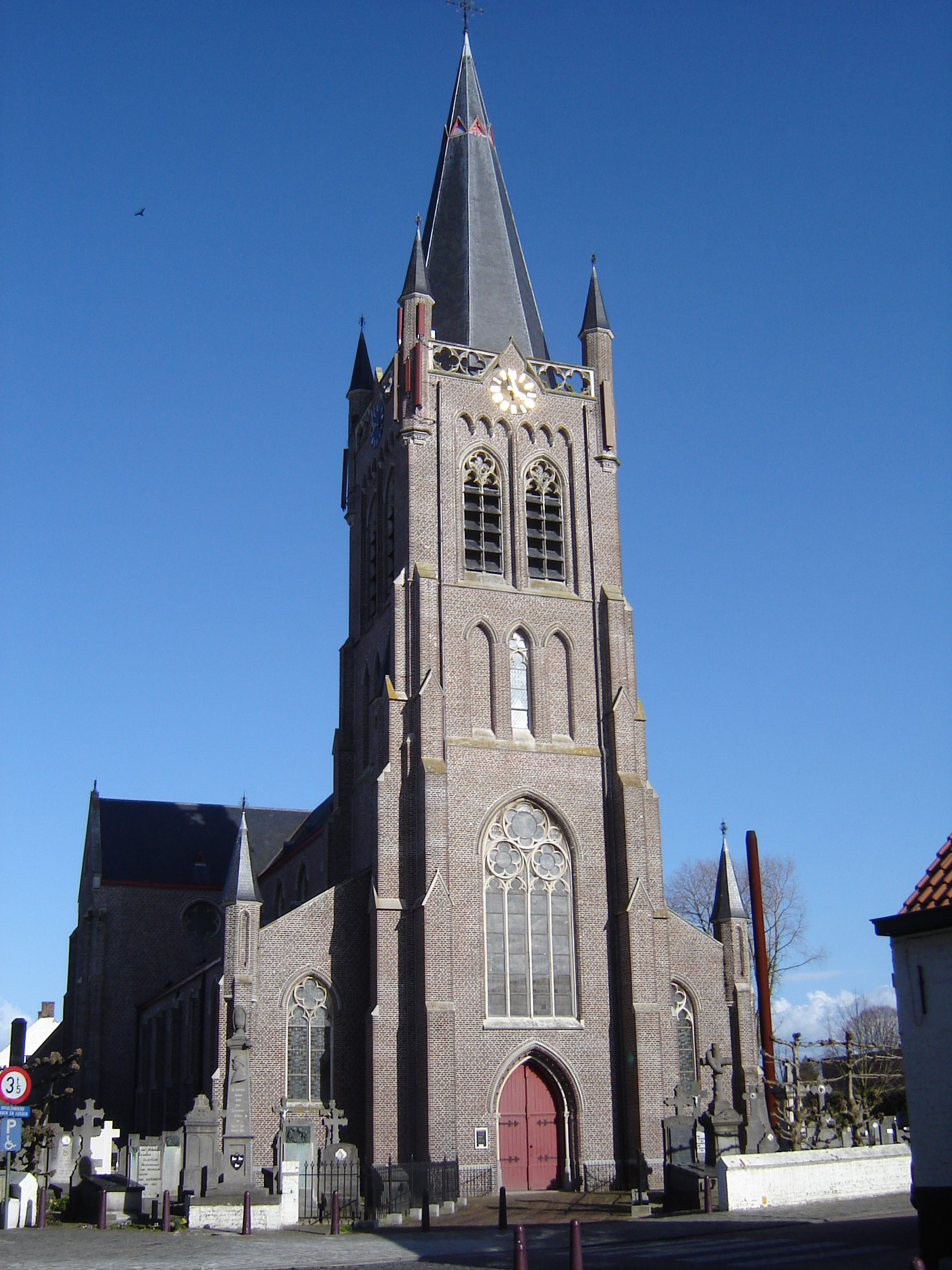
Sint-Blasiuskerk

De Vlaamse expressionist Constant Permeke bouwde in 1929 in Jabbeke het modernistische woonhuis, annex atelier 'De Vier Winden'. Hij woonde er tot zijn dood in 1952. In het huis is thans het Provinciaal Museum Constant Permeke ondergebracht.

## Geschiedenis
Het dorp Jabbeke ontstond op de grens van het door de zee beïnvloede schorrengebied en Zandig Vlaanderen. De schorren werden geleidelijk ingepolderd en mogelijk ontstond in de 9e eeuw al een parochie, die in de 10e eeuw al werd gedocumenteerd: het patronaatsrecht was toen in handen van de bisschop van Doornik. In 961 werd Jabbeke voor het eerst schriftelijk vermeld, als Jabeca. Er was een kasteel dat vanaf de 15e eeuw bewoond werd door de familie Van Straten en later door de familie Van Haverskercke. Op de kaart Flandriæ de Witt uit 1680 wordt Jabbeke vermeldt als 'Labbeeke'.
Het dorp had te lijden onder plunderingen van de troepen van Maximiliaan van Oostenrijk in 1488 en van de Geuzen in 1579. In de 17e eeuw werden de landgoederen van het kasteel verkocht aan de familie Van Caloen, in 1800 door erfenis aan Van Larebeke en dan door verkoop aan burggraaf Du Bus de Gisignies. Na de Tweede Wereldoorlog werd het landgoed verkaveld tot villapark, het Flaminckapark.
In 1838 kwam het station Jabbeke gereed en in 1993 werd dit weer gesloten. Tijdens de Eerste Wereldoorlog werd dit door de bezetter gebruikt om oorlogsmateriaal naar het front te sturen. In Jabbeke kwam er een militair depot.

## Kernen
Naast Jabbeke-centrum liggen in de gemeente nog de deelgemeenten Snellegem, Stalhille, Varsenare en Zerkegem. De dorpjes Snellegem en Zerkegem liggen ten zuiden van Jabbeke zelf. Stalhille ligt in het noorden van het kanaal Brugge-Oostende. Varsenare ligt in het oosten, tegen de stedelijke agglomeratie van de provinciehoofdstad Brugge.
| # | Naam            | Opp. (km²) | Inwoners (2020) | Inwoners per km² | NIS-code |
| - | --------------- | ---------- | --------------- | ---------------- | -------- |
| 1 | Jabbeke (I)     | 13,47      | 4 628           | 343              | 31012A   |
| 2 | Zerkegem (V)    | 8,16       | 1 818           | 223              | 31012B   |
| 3 | Stalhille (II)  | 10,78      | 660             | 61               | 31012C   |
| 4 | Varsenare (III) | 10,20      | 5 101           | 500              | 31012D   |
| 5 | Snellegem (IV)  | 11,25      | 1 660           | 148              | 31012E   |

De gemeente Jabbeke grenst aan de volgende dorpen en gemeenten:
| - a. Brugge (deelgemeente) (stad Brugge) - b. Sint-Andries (stad Brugge) - c. Zedelgem (gemeente Zedelgem) - d. Aartrijke (gemeente Zedelgem) - e. Bekegem (gemeente Ichtegem) - f. Roksem (stad Oudenburg) |

| - g. Ettelgem (stad Oudenburg) - h. Klemskerke (gemeente De Haan) - i. Vlissegem (gemeente De Haan) - j. Houtave (gemeente Zuienkerke) - k. Meetkerke (gemeente Zuienkerke) |

### Kaart

Jabbeke, deelgemeenten en buurgemeenten. De gele gebieden zijn bebouwde kernen.

## Bezienswaardigheden
- Provinciaal Museum Constant Permeke (zie ook: Constant Permeke)
- Sint-Blasiuskerk
- Molen van Kerrebroeck

## Natuur en landschap
Jabbeke ligt in Zandig Vlaanderen, op de overgang naar het West-Vlaamse poldergebied. De hoogte bedraagt ongeveer 10 meter. Voorheen was dit een gebied van schorren, met aan de toenmalige kust een smalle duingordel bestaande uit onvruchtbaar zand, waar de naam Zandstraat nog aan herinnert. De plaatsnaam duidt op de aanwezigheid van een beek, tegenwoordig Jabbeekse Beek genaamd, die van zuid naar noord stroomt naar het Kanaal Brugge-Oostende.
Ten noorden van de kom ligt de autoweg A10 (1956), waar in het noordwesten de A18 zich sinds 1977 van afsplitst.

## Demografie

### Demografische ontwikkeling voor de fusie
- Bronnen:NIS, Opm:1831 tot en met 1970=volkstellingen; 1976 = inwoneraantal op 31 december

### Demografische ontwikkeling van de fusiegemeente
Alle historische gegevens hebben betrekking op de huidige gemeente, inclusief deelgemeenten, zoals ontstaan na de fusie van 1 januari 1977.
- Bronnen:NIS, Opm:1831 tot en met 1981=volkstellingen; 1990 en later= inwonertal op 1 januari

| Inwoners van jaar tot jaar op 1 januari 1992 tot heden | Inwoners van jaar tot jaar op 1 januari 1992 tot heden | Inwoners van jaar tot jaar op 1 januari 1992 tot heden |
| jaar                                                   | Aantal                                                 | Evolutie: 1992=index 100                               |
| ------------------------------------------------------ | ------------------------------------------------------ | ------------------------------------------------------ |
| 1992                                                   | 12.506                                                 | 100,0                                                  |
| 1993                                                   | 12.702                                                 | 101,6                                                  |
| 1994                                                   | 12.843                                                 | 102,7                                                  |
| 1995                                                   | 13.058                                                 | 104,4                                                  |
| 1996                                                   | 13.282                                                 | 106,2                                                  |
| 1997                                                   | 13.411                                                 | 107,2                                                  |
| 1998                                                   | 13.563                                                 | 108,5                                                  |
| 1999                                                   | 13.530                                                 | 108,2                                                  |
| 2000                                                   | 13.609                                                 | 108,8                                                  |
| 2001                                                   | 13.650                                                 | 109,1                                                  |
| 2002                                                   | 13.692                                                 | 109,5                                                  |
| 2003                                                   | 13.625                                                 | 108,9                                                  |
| 2004                                                   | 13.656                                                 | 109,2                                                  |
| 2005                                                   | 13.657                                                 | 109,2                                                  |
| 2006                                                   | 13.572                                                 | 108,5                                                  |
| 2007                                                   | 13.615                                                 | 108,9                                                  |
| 2008                                                   | 13.677                                                 | 109,4                                                  |
| 2009                                                   | 13.764                                                 | 110,1                                                  |
| 2010                                                   | 13.624                                                 | 108,9                                                  |
| 2011                                                   | 13.688                                                 | 109,5                                                  |
| 2012                                                   | 13.781                                                 | 110,2                                                  |
| 2013                                                   | 13.879                                                 | 111,0                                                  |
| 2014                                                   | 13.857                                                 | 110,8                                                  |
| 2015                                                   | 13.854                                                 | 110,8                                                  |
| 2016                                                   | 13.862                                                 | 110,8                                                  |
| 2017                                                   | 13.944                                                 | 111,5                                                  |
| 2018                                                   | 13.880                                                 | 111,0                                                  |
| 2019                                                   | 13.865                                                 | 110,9                                                  |
| 2020                                                   | 13.868                                                 | 110,9                                                  |
| 2021                                                   | 14.081                                                 | 112,6                                                  |
| 2022                                                   | 14.222                                                 | 113,7                                                  |
| 2023                                                   | 14.539                                                 | 116,3                                                  |
| 2024                                                   | 14.832                                                 | 118,6                                                  |
| 2025                                                   | 14.932                                                 | 119,4                                                  |

## Politiek

### Structuur
| Jabbeke          | Jabbeke          | Supranationaal         | Nationaal                         | Nationaal                         | Gemeenschap               | Gewest                    | Provincie                 | Arrondissement  | Provinciedistrict | Kanton          | Gemeente        |
| ---------------- | ---------------- | ---------------------- | --------------------------------- | --------------------------------- | ------------------------- | ------------------------- | ------------------------- | --------------- | ----------------- | --------------- | --------------- |
| Administratief   | Niveau           | Europese Unie          | België                            | België                            | Vlaanderen                | Vlaanderen                | West-Vlaanderen           | Brugge          | Brugge            | Brugge          | Jabbeke         |
| Administratief   | Bestuur          | Europese Commissie     | Belgische regering                | Belgische regering                | Vlaamse regering          | Vlaamse regering          | Deputatie                 | Deputatie       | Deputatie         | Deputatie       | Gemeentebestuur |
| Administratief   | Raad             | Europees Parlement     | Kamer van volksvertegenwoordigers | Kamer van volksvertegenwoordigers | Vlaams Parlement          | Vlaams Parlement          | Provincieraad             | Provincieraad   | Provincieraad     | Provincieraad   | Gemeenteraad    |
| Kiesomschrijving | Kiesomschrijving | Nederlands Kiescollege | Kieskring West-Vlaanderen         | Kieskring West-Vlaanderen         | Kieskring West-Vlaanderen | Kieskring West-Vlaanderen | Kieskring West-Vlaanderen | Brugge          | Brugge            | Brugge          | Jabbeke         |
| Verkiezing       | Verkiezing       | Europese               | Federale                          | Federale                          | Vlaamse                   | Vlaamse                   | Provincieraads-           | Provincieraads- | Provincieraads-   | Provincieraads- | Gemeenteraads-  |

### Burgemeesters
- 1916-1932 : Karel Boutens
- 1932-1941 : Leon Jonckheere
- 1941-1947 : Oscar Packeu
- 1947-1980 : Albert Bogaert
- 1980-1998 : Erik Gheeraert
- 1999-2006 : Roland Verleye
- 2007-2011 : Hendrik Bogaert
- 2011-2022 : Daniël Vanhessche
- 2022-     : Frank Casteleyn

### Legislatuur 2007-2012
Burgemeester was Hendrik Bogaert van de CD&V tot eind 2011. Daarna nam Daniël Vanhessche  eveneens van de CD&V de leiding als burgemeester over. Deze partij had de meerderheid met 15 op 23 zetels.

### Legislatuur 2013-2018
Burgemeester was Daniël Vanhessche van de CD&V. Deze partij had de meerderheid met 15 op 23 zetels.

### Legislatuur 2019-2024
Burgemeester was Daniël Vanhessche van de CD&V tot begin 2022. Daarna nam Frank Casteleyn, eveneens van de CD&V, de fakkel over als burgemeester. Deze partij heeft de meerderheid met 14 op 23 zetels.

### Legislatuur 2024-2030
Burgemeester is Frank Casteleyn van CD&V+. Omdat de partij haar absolute meerderheid was verloren, ging ze in zee met N-VA Visie. De twee partijen beschikken over een meerderheid van 18 op 23 zetels.

### Resultaten gemeenteraadsverkiezingen sinds 1976
| Partij of kartel     | Partij of kartel                             | 10-10-1976 | 10-10-1976 | 10-10-1982 | 10-10-1982 | 9-10-1988 | 9-10-1988 | 9-10-1994 | 9-10-1994 | 8-10-2000 | 8-10-2000 | 8-10-2006 | 8-10-2006 | 14-10-2012 | 14-10-2012 | 14-10-2018 | 14-10-2018 | 13-10-2024 | 13-10-2024 |
| Stemmen / Zetels     | Stemmen / Zetels                             | %          | 21         | %          | 21         | %         | 21        | %         | 23        | %         | 23        | %         | 23        | %          | 23         | %          | 23         | %          | 23         |
| -------------------- | -------------------------------------------- | ---------- | ---------- | ---------- | ---------- | --------- | --------- | --------- | --------- | --------- | --------- | --------- | --------- | ---------- | ---------- | ---------- | ---------- | ---------- | ---------- |
|                      | SP1/ JA!A/ sp.a-Groen-PlusB/ sp.a2/ Vooruit3 | 17,081     | 3          | 18,021     | 3          | 23,61     | 5         | 17,761    | 4         | 14,251    | 3         | 28,97A    | 7         | 13,5B      | 3          | 7,92       | 1          | 9,83       | 2          |
|                      | Agalev1/ JA!A/ sp.a-Groen-PlusB/ Groen2      | -          |            | -          |            | -         |           | -         |           | 9,321     | 1         | 28,97A    | 7         | 13,5B      | 3          | 12,62      | 2          | 5,42       | 0          |
|                      | PVV1/ VLD2/ JA!A/ Open Vld3                  | -          |            | -          |            | 7,741     | 0         | 18,982    | 4         | 19,132    | 4         | 28,97A    | 7         | 5,63       | 0          | -          |            | -          |            |
|                      | LDB1/ CVP2/ CD&V3/ CD&V+4                    | 64,651     | 15         | 60,832     | 14         | 68,662    | 16        | 54,962    | 15        | 50,792    | 14        | 53,473    | 15        | 52,413     | 15         | 47,93      | 14         | 39,94      | 11         |
|                      | N-VA1/ N-VA Visie2                           | -          |            | -          |            | -         |           | -         |           | -         |           | -         |           | 22,711     | 5          | 22,11      | 5          | 27,32      | 7          |
|                      | Vlaams Blok1/ Vlaams Belang2                 | -          |            | -          |            | -         |           | 4,021     | 0         | 6,511     | 1         | 9,362     | 1         | 5,782      | 0          | 9,42       | 1          | 8,32       | 1          |
|                      | Team8490                                     | -          |            | -          |            | -         |           | -         |           | -         |           | -         |           | -          |            | -          |            | 9,4        | 2          |
|                      | GB                                           | 18,27      | 3          | 21,15      | 4          | -         |           | -         |           | -         |           | -         |           | -          |            | -          |            | -          |            |
|                      | Anderen(*)                                   | -          |            | -          |            | -         |           | 4,28      | 0         | -         |           | 8,19      | 0         | -          |            | -          |            | -          |            |
| Totaal stemmen       | Totaal stemmen                               | 6663       | 6663       | 7606       | 7606       | 8457      | 8457      | 9275      | 9275      | 9875      | 9875      | 10127     | 10127     | 10371      | 10371      | 10308      | 10308      | 8086       | 8086       |
| Opkomst %            | Opkomst %                                    |            |            |            |            | 95,65     | 95,65     | 95,26     | 95,26     | 94,61     | 94,61     | 96,05     | 96,05     | 94,58      | 94,58      | 94,6       | 94,6       | 67,9       | 67,9       |
| Blanco en ongeldig % | Blanco en ongeldig %                         | 2,57       | 2,57       | 3,76       | 3,76       | 4,26      | 4,26      | 3,48      | 3,48      | 2,97      | 2,97      | 3,07      | 3,07      | 2,61       | 2,61       | 2,9        | 2,9        | 0,9        | 0,9        |

De rode cijfers naast de gegevens duiden aan onder welke naam de partijen telkens bij een verkiezing opkwamen.

De zetels van de gevormde meerderheid staan vetjes afgedrukt. De grootste partij staat in kleur. 

(*) 1994: NIEUW (4,28%), 2006: Beter-Jabbeke??nu! (6,17%), Links Alternatief (2,02%) 

## Verkeer
Nabij Jabbeke ligt het knooppunt Jabbeke, waar de A18 en de A10 samenkomen.

## Sport
- In de gemeente is de sportaccommodatie van Krachtbal Jabbeke gelegen. De club behaalde acht landstitels bij de dames en twee (2009,2022) bij de heren. Zowel de heren- als de damesploeg brachten eenmaal de Beker van België mee naar huis. In deelgemeente Snellegem is een andere grote naam uit het krachtbal actief: MEZ Snellegem. De club werd veertien maal landskampioen en evenveel keer bracht ze de Beker van België mee naar Snellegem. De club was vroeger bekend als RODEMO Snellegem. De voormalige damesclub - actief van 1980 tot '86 - was eenmaal Bekerwinnaar in haar korte bestaan. In deelgemeente Varsenare ten slotte is Atlas Varsenare actief. De club werd zevenmaal landskampioen en won viermaal de Beker van België.

## Weerradar
Sinds 2 juli 2013 is de derde weerradar in België actief. Deze staat aan het knooppunt Jabbeke en wordt beheerd door het KMI. De radar kan door gebruik te maken van de dubbele polarisatietechniek niet alleen de hoeveelheid maar ook het soort neerslag waarnemen. Sinds 2015 lopen er experimentele testen met de weerradar van Jabbeke voor wat betreft de hagelgrootte bij de zwaardere onweders tijdens de zomermaanden.

## Nabijgelegen kernen
Zerkegem, Ettelgem, Stalhille, Varsenare, Snellegem